# Aníbal Abreu
Aníbal Abreu (* 14. Dezember 1928 in Caracas; † 8. Dezember 2023 ebenda) war ein venezolanischer Pianist, Arrangeur und Komponist.
Abreu begann seine berufliche Laufbahn siebzehnjährig als Klavierbegleiter bei Sendungen in der Frühzeit des Rundfunks in Venezuela. Er arbeitete dann als Pianist und Orchesterleiter beim Fernsehsender RCTV und trat bei Renny Ottolina auf. Schließlich war er 26 Jahre lang Mitarbeiter bei Venevisión. Als Komponist wurde er vor allem mit Jingles bekannt. Als Mitglied der Sociedad de Autores y Compositores de Venezuela (SACVEN) setzte er sich für die Einhaltung der Urheberrechte ein.